# Stoke-on-Trent
Stoke-on-Trent (gyakran csak Stoke) város az angol Staffordshire megyében. Az összenőtt elővárosokkal együtt mintegy 19 km hosszú, összesen 93 km²-es területen fekszik. Newcastle-under-Lyme-mal és Kidsgrove-val együtt Stoke is része a The Potteries néven ismert híres térségnek.
A város maga hat különböző város és számos kis település összeolvadásával jött létre a 20. század első felében. Az eredeti település, amelyről Stoke a nevét kapta, Stoke-upon-Trent adminisztratív központ volt a fő vasútállomással. Az egyesülés után Hanley lett a város elsődleges kereskedelmi központja, elvéve ezt a hatáskört legfőbb riválisától, Burslemtől. A többi város, amely beolvadt Stoke-ba, Tunstall, Longton és Fenton volt.
Stoke-on-Trent az angol fazekasipar központja volt, így emiatt a környéket The Potteries néven ismerték. Ma már több iparág is képviselteti magát a városban, amely egységes hatóságként működik egy közvetlenül megválasztott polgármester irányításával, bár a 2008-as választások után felmerült, hogy ezt a rendszert megváltoztatják.

## Története

### A név jelentése
A város neve Stoke-upon-Trent nevéből ered, amely ma a várostömörülés központját képezi. A Stoke név az óangol stoc szóból származik, mely elsődlegesen kicsivel többet jelentett, mint egy hely: ’Nyári pásztorlegelő’, ’átkelőhely’, ’kereszteződés’, ’találkozóhely’ vagy ’istentiszteleti hely’ jelentést is hordozott. Nem ismert, hogy az előbbiek közül melyiknek is volt Stoke a helyszíne, de mindegyik elképzelhető. Az egyik legelfogadottabb nézet szerint a kereszteződés a Derby és Chesterton között futó római útra utal, vagy az istentisztelet helye egy korai templomra, melyről Beda 670-ben írt.
Mivel a korabeli Angliában számos település nevében benne volt a Stoke szó, így egy utótagot kapott a folyóra utalva, amely mellett fekszik.
Stoke-on-Trent jelmondata Vis Unita Fortior, amelyet úgy lehet fordítani: „Az egyesített erő (sokkal) erősebb”.

### Önkormányzat

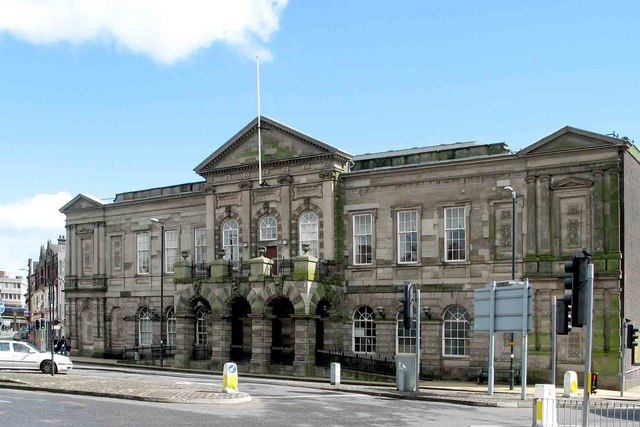
Longtoni városháza

A települések összeolvadására már 1888-ban született egy korai próbálkozás, mivel egy törvény lehetővé tette, hogy Staffordshire Potteries néven egybe tartozzon ez a hat település. Ez az unió aztán csak 1910. április 1-jétől állt fel. Hanley, Burslem, Longton és Stoke városok, Tunstall és Fenton városrészekkel együtt, Stoke-on-Trent néven egyesültek.
Az 1919-ben együtt lévő településrészek a további bővítés mellett döntöttek, így került Newcastle-under-Lyme és Wolstanton is a városhoz, mindkettő Stoke nyugati részéhez. 1932-ben Wolstantont Newcastle-under-Lyme-hoz csatolták.
A város hivatalosan 1925-ben kapott city státuszt és 1928-tól állíthatott lordmajort a polgármesteri székbe. A város grófsági státusza 1974-ben szűnt meg, onnantól Staffordshire nem-metropoliszi körzete volt. A státuszát egységes hatóságként állították helyre 1997. április 1-jén.

### Ipara

#### Fazekasság
A 17. század óta a környék a fazekasiparáról volt híres, olyan világhírű márkákkal mint a Royal Doulton, Dudson Ltd., Spode (alapította Josiah Spode), Wedgwood és Minton (alapította Thomas Minton). A Trent és Mersey folyók közötti csatorna megépítése 1777-ben lehetővé tette, hogy Cornwallból hozzanak be porcelánföldet.

#### Szénbányászat
Észak-Staffordshire volt a szénbányászat központja. Az első híradások a környékbeli szénbányászatról a 13. századból valók. Az észak-staffordhsire szénmezők részeként a Potteries szénmező mintegy 300 km²-es volt és 1947-ben körülbelül 20 ezer ember dolgozott a stoke-i széniparban. A cégek gyorsan fejlődtek és újabb projektekbe fektettek be. Ennek ellenére 1994-ben bezárták az utolsó bányát is.
A Stoke bányászati ipar számos angol és nemzetközi rekordot állított fel. Wolstantonban volt Európa legmélyebb vájata. 1933-ban a Chatterley-i mező lett az első angol szénmező, amelyik 1 millió tonna szenet termelt ki. Az 1980-as években a longtoni Florence mező nemzeti rekordú mennyiséget termelt.

#### Acélipar
Más iparágak képviselői is jelentősen hozzájárultak a város fejlődéséhez, mint pl. a vas- és acélipar. Goldendale-ben és Sheltonban voltak üzemek. A sheltoni acélművek 1978-ban zárta be kapuit. 1864 és 1927 között az észak-staffordi vasút javítóműhelye volt itt, valamint 1881 és 1930 között a mozdonyokat építő Kerr Stuart & Co. Ltd is itt székelt.
A sheltoni acélipar, ahogy a szénbányászat is, a második világháborúban jelentős szolgálatokat tett. A helybeli Reginald Joseph Mitchell tervezte a Brit Királyi Légierőnek a Supermarine Spitfire-eket.

#### Más ipar
A Michelin gumigyár szintén jelen volt Stoke-on-Trentben, az 1920-as években az első gyárukat Angliában itt állították fel. Az 1990-es években a gyárban mintegy 9000 ember dolgozott, manapság csak 1200.

## Elhelyezkedése

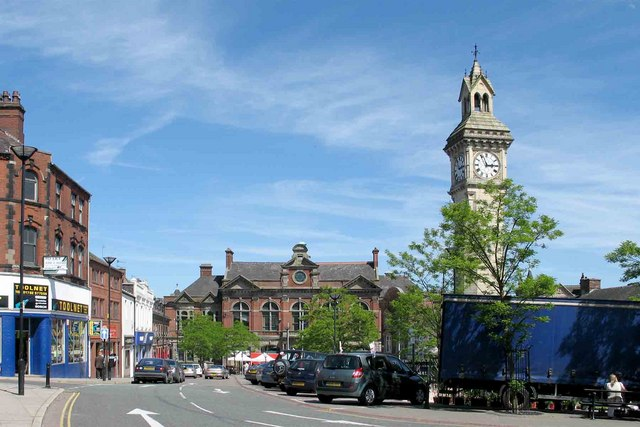
A tunstalli főtér

Stoke-on-Trent félúton helyezkedik el Manchester és Birmingham között. A várostól nyugatra található Newcastle-under-Lyme, melytől csak igazgatásilag különül el. Keletre a Hegytető-vidék (Peak District) nemzeti parkja terül el, ez több megye területén fekszik.
Stoke-on-Trentet gyakran az „öt település városának” is nevezik. Ezt a nevet Arnold Bennett regényíró adta, aki a regényében különböző álnevet adott a városnak (pl. Stoke-ot „Knype”-nak hívta). Bennett szerint az „Öt város” sokkal eufonikusabban hangzott, mint a „Hat város”, ezért műveiből kihagyta Fentont, melyet manapság néha az „elfelejtett város” néven emlegetnek.
A hat város észak-déli irányban az A50-es autóút mentén helyezkednek el, északról dél felé a következő sorrendben: Tunstall, Burslem, Hanley, Stoke, Fenton és Longton. Bár a város a nevét Stoke-ról kapta és a főbb hivatalok is ott találhatók, központja igazából Hanley, mely korábban is a kereskedelem központja volt.
A városnak számos külvárosi körzete van: Abbey Hulton, Baddeley Green, Blurton, Bentilee, Birches Head, Bucknall, Cliffe Vale, Etruria, Hartshill, Heron Cross, Meir, Meir Park, Meir Hay, Middleport, Milton, Penkhull, Shelton, Smallthorne, Sneyd Green, Trentham és Trent Vale.

## Lakossága
A 2001-es népszámlálás alapján a város teljes lakossága 240 636 fő, melynek 51,3%-a nő. A háztartások száma 103 196. Ez 3,5%-os csökkenés 1991-hez képest. A lakosok 96,3%-a az Egyesült Királyságban született. 94,8%-uk nevezte magát fehérnek, 2,6%-uk pakisztáninak, 0,5%-uk indiainak és 0,3%-uk fekete karibinak. A vallással kapcsolatban 74,7%-uk nyilatkozott úgy, hogy keresztény, 3,2%-uk muszlim és 13,4%-uknak nincs vallása.

## Látnivalók

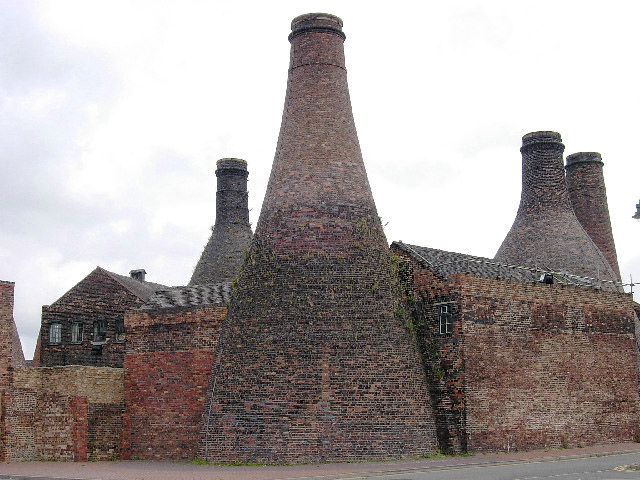
A Gladstone Kerámiamúzeum

A város világszínvonalú kerámiagyűjteménye a Potteries Múzeum és Galériában található. A város múltja az Etruria Iparmúzeumban, az Erzsébet-kori Ford Green Hallban, a Gladstone Kerámiamúzeumban (az ipari Örökségek Európai Útvonalának egyik fontos állomása), valamint a frissen megnyitott burslemi Ceramicában követhető végig.
A legtöbb stoke-on-trenti kerámiagyárnak van ajándékboltja és látogatóközpontja is. A 10 millió fontos Wedgwood Museum látogatóközpontját 2008 októberében nyitották meg Barlastonban, ahol tárlatvezetést is tartanak. A hanley-i Dudson Központ egy családi fazekas múzeum, amely részben egy égetőkemencében létesült és egyben egy önkéntes központ is. A fentoni Royal Doultonnak mintaboltja is van. A middleporti Burleigh a világ egyik legrégebben működő, Viktória-korabeli fazekasműhelye. Vannak kisebb üzletek is, mint a burslemi Royal Stafford vagy a hanley-i Emma Bridgewater Ltd. Tervezik a Chatterley Whitfield szénmezőt, mint bányászati múzeum megnyitását, amióta olyan fontossággal bír, mint a Stonehenge.

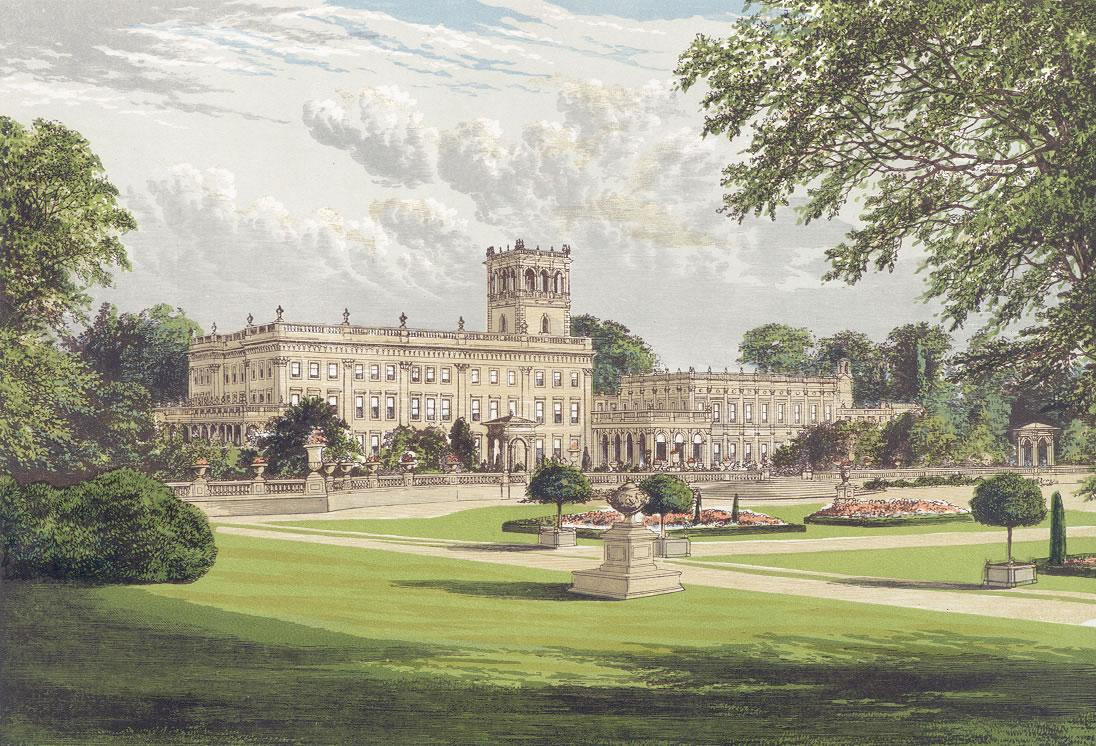
A Trentham Hall 1880-ban

A várostól délre elterülő Trentham Kert 2005-ben készült el. Mellette található a „Trentham Majomkert”, ahol 140 berbermakákó él egy 60 hektáros parkban.
Az  Alton Towers vidámpark 10 km-re keletre terül el és egyike Anglia leglátogatottabb attrakcióinak. A Festival parki Waterworld vízi komplexuma is jelentős színhely.
Mind a hat városnak van legalább egy parkja. A kilenc hektáron elterülő Burslem Park egyike a legnagyobb, jegyzett viktoriánus parkoknak. A weston coyney-i Park Hall Country Park a város egyetlen nemzeti rezervátuma, homokos kanyonja kiemelten látogatott helyszín. A stoke-i Hartshill Park is természeti rezervátum. A Westport-tó a legnagyobb vízfelület Stoke-on-Trent területén.

## Gazdasága
Észak-Staffordshire a finomkerámia-gyártás világközpontja. A szépen megtervezett fazekasmunkák már a 12. században megjelentek. Az 1980-as és 90-es években az ipar megtorpant. Számos bányát, acélművet, kerámiaüzemet zártak be, köztük a felújított  Shelton Bar acélműveket is. Magasan képzett, de alacsonyan fizetett munkaerő vált így munkanélkülivé. Azonban 2004-ben a munkanélküliség itt semmivel sem volt nagyobb, mint Közép-Anglia más tájain. A városban mintegy 9000 cég található, ezek közül a legismertebbek a Bet365, melyet a stoke-i Peter Coates alapított, és a Phones4U.

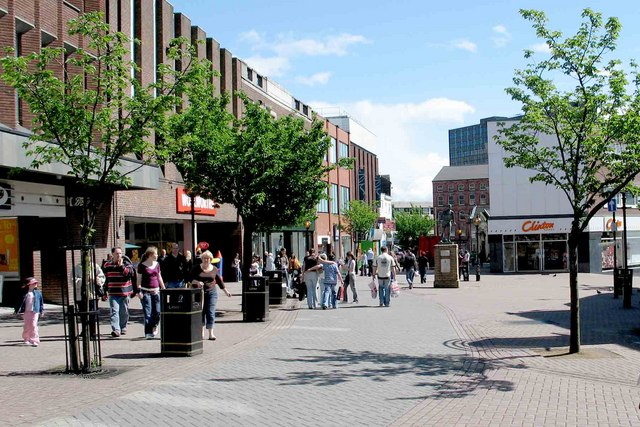
Hanley főutcája

Stoke-ot évente közel öt millió turista keresi fel, ami 4400 munkavállalót lát el munkával. Stoke-on-Trent népszerűségét mutatja a visszatérő turisták száma, ugyanis a látogatók 80%-a járt már egyszer a városban. Az ide áramlók száma akkor ugrott meg, amikor 1986-ban útjára indították a Nemzeti Kertfesztivált.
Stoke fő vásárlóközpontja Hanley, itt található a Potteries Vásárlóközpont, de számos más üzlet is megnyitott, mint pl. a Starbucks és a Costa kávézó. Hanley-ben ezen felül éjszakai klubok, színházak, bárok és éttermek is találhatóak.

## Politika
A két legjelentősebb politikus, akik Stoke-ból származnak, David Sumberg EP-képviselő és David Kidney országgyűlési képviselő.
2007 júliusában az egész országot bejárta a hír, hogy az angliai dohányzási tilalom „bürokratikus hiba” miatt nem léphetett hatályba, mivel Stoke-on-Trentben két hivatalnoknak is meg kellett erősíteni formálisan a tilalmat. A hiba folytán a hazai sajtóban a várost Smoke-on-Trent néven emlegették (smoke = füst). A város azért is szerepel gyakran az újságok címlapjain, mivel a szélsőjobboldali Brit Nemzeti Párt is erősen jelen van a városi tanácsban.

### Polgármesteri rendszer
A város egyike annak a 12 angol körzetnek, ahol a választott polgármesterek jellemzően inkább a tanács elnökével együtt irányítják a várost, szemben a polgármester és a kabinet együttműködésével, bár ez a rendszer egy, a 2007. október 23-án tartott népszavazás után megváltoztatásra kerül majd.
A 2002. május 3-án tartott helyi népszavazás 28 601 : 20 578 szavazat arányában a közvetlenül megválasztott polgármester rendszerét hagyta jóvá.
Mike Wolfe független jelölt 2002. október 17-én az első közvetlenül megválasztott polgármester lett, alig 300 szavazattal győzve le a munkáspárti George Stevensont. a jelenlegi polgármester 2005. május 5. óta a munkáspárti Mark Meredith. A 2005-ös választás azért volt jelentős, mert a szavazócédulák mintegy 10%-a rontott vagy érvénytelen volt.

### Lordmajor
A városban él a lordmajor intézményrendszere is, amely valójában csak szimbolikus jelentőségű. Az első stoke-on-trenti lordmajort V. György nevezte ki 1928. július 10-én. Személyét mindig a városi tanácsosok közül jelölik ki, és ők szavaznak a megválasztásáról is. A jelenlegi lordmajor Derek Capey.

### A városi tanács
A városnak 20 választókörzete van, mindegyiket 3 városi tanácsos képviseli. Bár a Stoke-on-Trenti Kormányzati Bizottság azt rendelte el, hogy a városi tanács létszámát 20 és 40 fő közöttire kell csökkenteni. A stroke-on-trenti városi tanács politikai összetétele 2008-ban a következő volt:
| Év   | Munkáspárt | Brit Nemzeti Párt | Konzervatív Párt | Liberális Demokraták | Függetlenek |
| ---- | ---------- | ----------------- | ---------------- | -------------------- | ----------- |
| 2008 | 16         | 9                 | 9*               | 5                    | 21#         |

*Ez magába foglal 6 tanácsost, akiket konzervatívnak választottak meg és 3 tanácsost, akiket függetlennek. #A többiek között találhatók a Városi Független Csoport (15 tanácsos), csoporton kívüliek (3 tanácsos), A Potteries Szövetség (2 tanácsos) és 1 liberális demokrata.

## Közlekedés

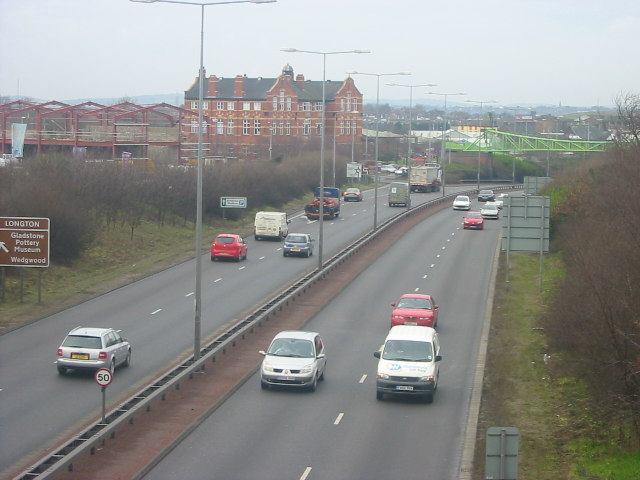
Az A50-es autóút Longton közelében

Stoke-on-Trent az A50-es autóút mellett fekszik, a 15-ös és a 16-os csomópont között. Az autóút keresztülvágja a várost, keleti-nyugati átjártást biztosítva az M6-os és az M1-es autóutak között. Az útnak köszönhetően száma cég települt a közelbe. A stoke-on-trenti vasútállomás a Stafford–Manchester vonal egyik fő állomása, amely a nyugati vasúti vonal része, ameliyk Manchester és London között teremt összeköttetést, ahogy Crewe és Derby között is. A virgin vasúttársaság 390029 számú Pendolino-vonata Stroke-on-Trentről lett elnevezve. A városhoz tartozik még Longport és Longton állomása is. Az Etruria állomást 2005 szeptemberében zárták be.
A városi közlekedést szinte teljes egészében buszok látják el. A buszhálózat működtetését a  Potteries Motor Traction látja el. Vannak kisebb busztársaságok is. A fő buszpályaudvarok Hanley-ben és Longtonban találhatók. A nemzeti busztársaság távolsági buszokat közlekedtet Hanley-ből.
A város közlekedését a Trent és Mersey-csatorna is segíti. Évente 10 ezer csónak közlekedik rajta. A Cauldon-csatorna Etruriánál, a város határain belül válik ki a Trent és Mersey-csatornából.
A városban mintegy 160 km-nyi bicikliút is található. Ezek kötik a városi hálózatot a nemzeti bicikliúthoz, ami 2005-ben készült el. További 10 millió fontot különítettek el a további bicikliút-hálózat fejlesztésére, ami 2009–2011 körül készül el.

## Oktatás

### Középfokú oktatás
A városnak jelenleg 13 „közösségi” iskolája, négy egyházi iskolája és öt speciális iskolája van.
A közösségi iskolák a következők: a Berry Hill Gimnázium, a Birches Head Gimnázium, a Blurton Gimnázium, Brownhills High, az Edensor Technikum, a Haywood Gimnázium, a Holden Lane Gimnázium, a James Brindley Gimnázium, a Longton Gimnázium, a Mitchell Gimnázium, a Sandon Gimnázium, a Thistley Hough Gimnázium és a Trentham Gimnázium.
A stoke-on-trenti iskolarendszer kihasználatlansága miatt a longtoni gimnáziumot be fogják zárni 2010-ben. A Trentham Gimnázium, a Berry Hill Gimnázium és a Mitchell Üzleti Iskola is bezárásra van ítélve.
Jelenleg a legjobb iskola a katolikus St. Joseph Gimnázium. 2007 szeptemberében az iskolát bezárással fenyegették, az oktatás átalakításának részeként. Az iskola egy professzionális kampány és a Gordon Brown-nal való tárgyalás után megmenekült.

### Felsőoktatás

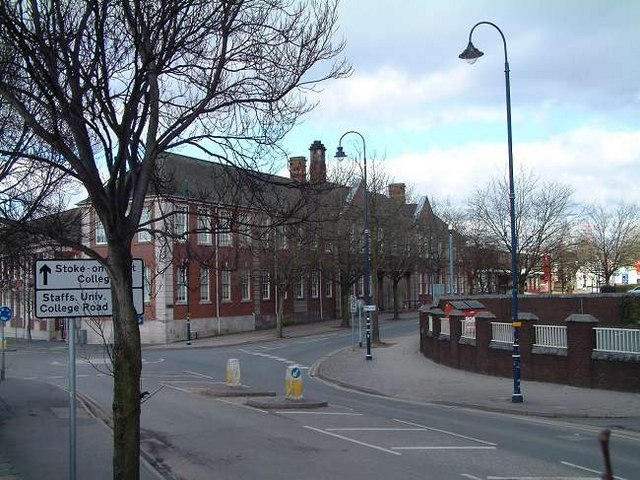
A Staffordshire Egyetem főépülete

Négy felsőoktatási intézmény található a környéken. A Stoke-on-Trent Főiskola Anglia egyik legnagyobb főiskolája, és két helyszínen folyik az oktatás: az egyik Burslemben (médiatudomány és művészet), a másik Sheltonban (ott van a főépület is). Egy másik főiskola Fentonban található, a City of Stoke-on-Trent Sixth Form Főiskola.
A város ad otthon a Staffordshire Egyetemnek is (korábban Észak-Staffordhsire-i Műszaki Egyetem), melynek főépülete szintén Sheltonban található. Ez 1992-ben nyerte el az egyetemi rangját. Az Észak-Staffordi Egyetemi Kórházban Hartskillben a Keele Orvostudományi Egyetem tartja néhány tanszékét. A Keele Egyetem maga Észak-Staffordshire-i Főiskolaként lett alapítva 1949-ben.

## Sport

### Labdarúgás

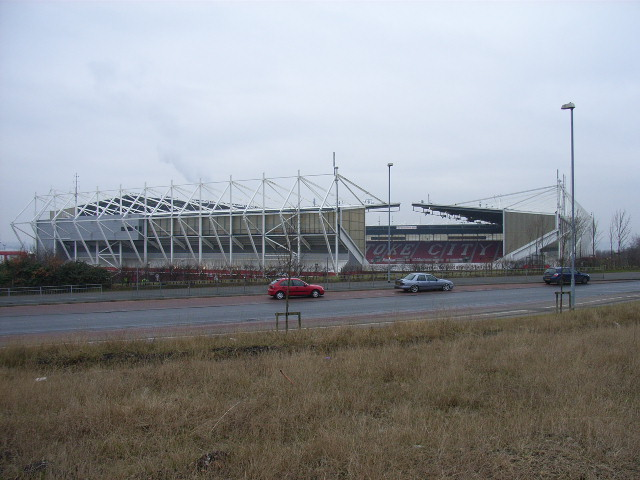
A Britannia Stadium

A város két profi labdarúgócsapat otthona. A város nevét a Stoke City FC viseli, amelyet 1863-ban alapítottak és amely a második legrégebbi profi klub Angliában. Jelenleg a trenthami Britannia Stadiumban játszanak, amelyik 1997 óta az otthonuk, előtte a stoke-i Victoria Groundban játszottak. Az 1888-ban alapított Futball Liga 12 alapítójának egyike között ott volt ez a klub is, de 1972-ig nem nyertek kupát vagy nagyobb versenyt, amikor is felkerültek a Ligakupába. 1985-ben kiestek az Első ligából, és 23 évig távol voltak az angol labdarúgás felső osztályától. 2008-ban feljutottak a Premiere League-be. A klub leghíresebb játékosa vitathatatlanul Stanley Matthews, aki egyben a város leghíresebb sportolója is volt. A Stoke mellett a Blackpoolban is játszott, majd a Port Vale csapatát edzette 1965 és 1968 között. Ő volt az első aktív labdarúgó, akit lovaggá ütöttek. Hanley-ben született és 2000-ben halt meg, 85 éves korában. A válogatottban 54-szer szerepelt, 11-szer lőtt gólt. A városban két szobor áll az ő tiszteletére, egy Hanley-ben és egy a Britannia Stadiumban.

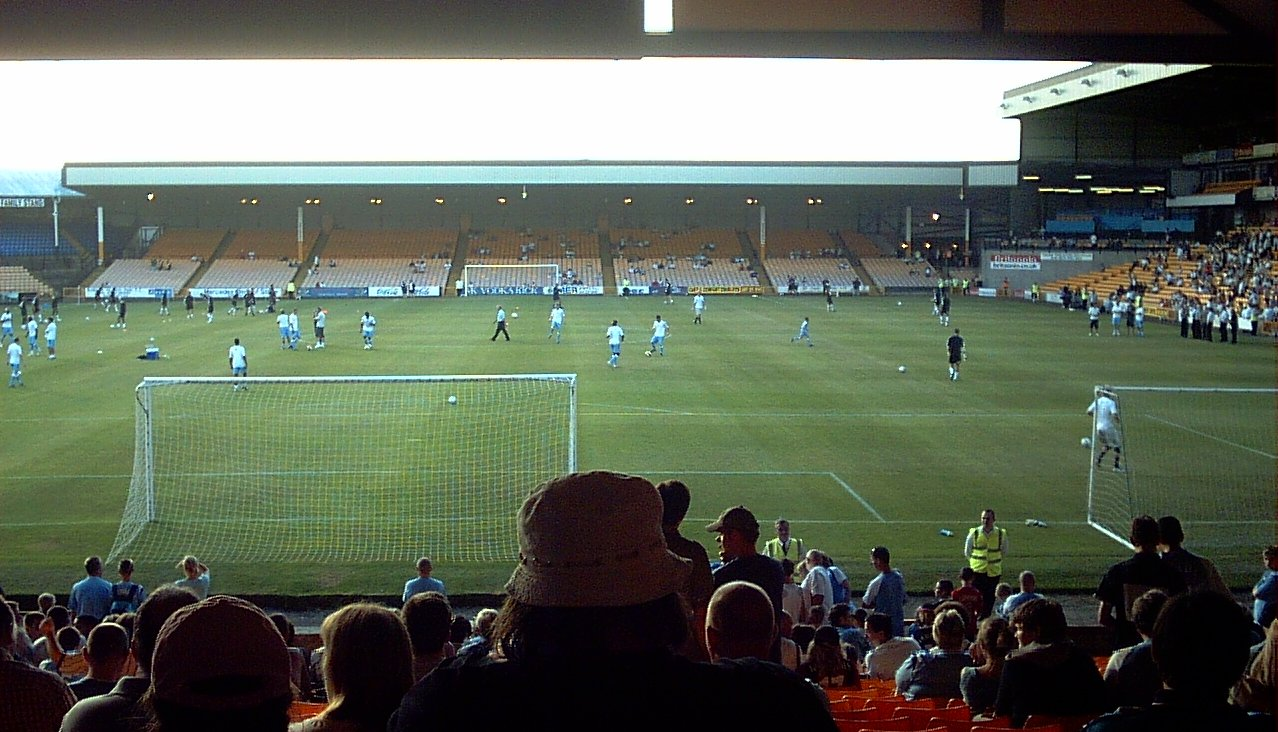
A Vale Park

A város másik labdarúgócsapata a Port Vale FC. 1867-ben alapították, a burslemi Vale Parkban játszanak. 1892-ben csatlakoztak a Futball Ligához, de 1907-ben pénzügyi problémák miatt visszaléptek onnan, és csak 1919-ben tértek vissza. Legmagasabb helyezésüket 1931-ben érték el, amikor az ötödik helyen álltak a Futball Liga második osztályában. A riválisukkal, a Stoke City-vel szemben, akivel a házi Potteries Derbyn szerepeltek, a Port Vale sosem került fel a legmagasabb osztályba. Jelenleg az angol negyedik osztályban szerepelnek.

### Más sportok
Az angol motorsportban a legmagasabb osztályban szerepel a stoke-on-trenti Stoke Potters csapat. A helyi pálya 1929 és 1939 között a hanley-i Greyhound Stadiumban volt. 1947-ben a Stoke Potters a harmadik ligában, az 1950-es években pedig a második ligában versenyeztek. 1960-ban felkerültek a legmagasabb osztályba, és 1963 végéig ott is versenyetek, majd a versenypályát bezárták. Az új pályát Newcastle-under-Lyme-ban állították fel.
A városnak sícsapata is volt, akik a Festival Parkban gyakoroltak. Golfban a trenthami David Lynn szerepelt az európai ligában. Az elmúlt három szezonban a 30 legjobb európai golfjátékos közé került.
A városnak számos amatőr sportklubja van: rögbi és krikett sportágban. Ez utóbbi sporthoz tartozó csapatok a North Staffs és a South Cheshire Kriket Ligában játszanak. A krikettpálya Longtonban található.
A Stoke Spitfires a város egyik amerikaifutball-csapata. 1992-ben alakultak. 1994-ben alakult meg a Staffordshire Surge, a másik amerikaifoci-csapat, akik a Stoke Rugby Club Ligában játszanak, az angol amerikaifutball ligában.
Phil Taylor az egyik legjobb darts-játékos, a világbajnokságon is szerepel (tizenötszörös világbajnok).
A városból számos híres sportoló származik: Mark Bright és Garth Crooks labdarúgók, Ross Pointon utcai harcos, Andrew Foster teniszező, Adrian Lewis és Ted Hankey világbajnok darts-játékosok, Dave Harold és Jamie Cope snookerjátékosok, és Imran Sherwani gyeplabdázó. Bob Taylor válogatott krikettjátékos is itt született, és itt is él. Az angol válogatottban 58-szor szerepelt.

## Kultúra és művészet

### Művészet
A fő művészeti galéria a Potteries Múzeum és Művészeti Galéria, amely Hanley-ben található. Itt világszintű kerámiagyűjtemény található.

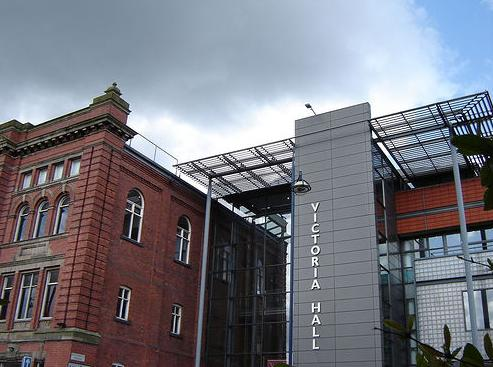
A Victoria Hall

A város legnagyobb színháza a Hanley-ben található, 1603 fő befogadására képes Regent Színház. A közelében van a fő koncertterem, a Victoria Hall. A Viktória korabeli King Hall, mely a Stoke-i városházában található, kisebb rendezvények lebonyolítására használatos. A burslemi Queens Színház magánköltséggel lett felújítva. A stoke-on-trenti Gyűjteményszínház egy tízéves stoke-i épületben foglal helyet, és amatőr produkcióknak ad otthont. A városi tanács által vezetett hanley-i Mitchell emlékszínház szintén amatőr darabokat állít színpadra. A stoke-on-trenti filmszínház feliratos és művészfilmeket vetít.
Stoke-on-Trent szülőhelye számos híres művésznek, itt született Arthur Berry (író, költő), Arnold Machin (szobrász) és Sidney Tushingham (festő).

### Irodalom

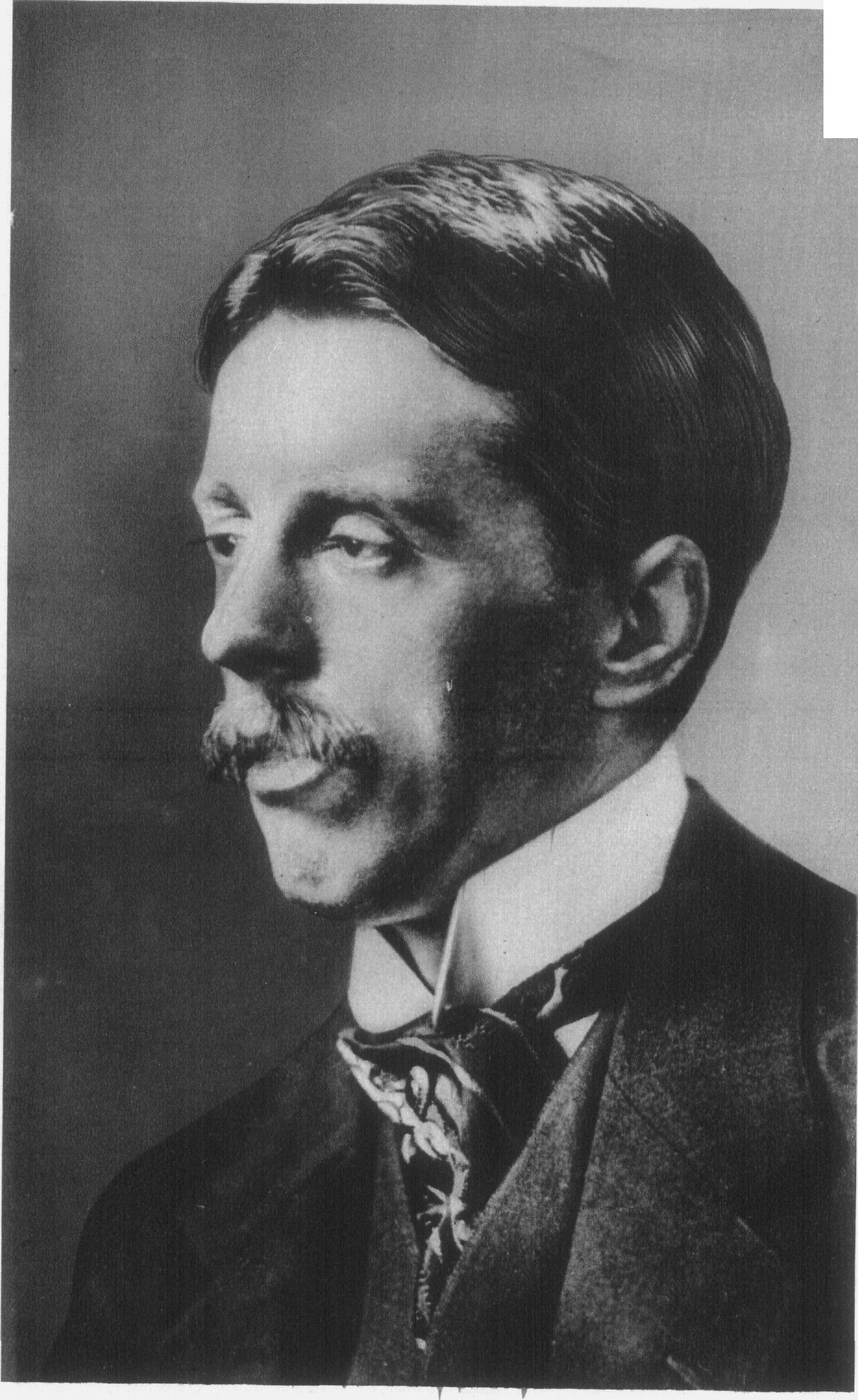
Arnold Bennett

### Média

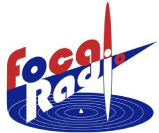
A Focal Radio logója

A város újságja a The Sentinel, melynek szerkesztősége Etruriában van. A helyi rádióállomás a BBC Radio Stoke. A Signal 1, Signal 2 és a Focal Radio kereskedelmi rádiók sugároznak még a környéken, a közösségi Cross Rhythms City Radióval együtt. A televíziós híreket a birminghami székhelyű  BBC Midlands Today , a manchesteri BBC North West Tonight, az ITV Central vagy az ITV sugározza.

### Híres színészek
Stoke-on-Trent a szülőhelye számos színésznek. Hugh Dancy, aki A Sólyom végveszélyben című film egyik szereplője, Freddie Jones, Alan Lake és Neil Morrissey mind Stoke-on-Trentben születtek.
Számos televíziós személyiség is köthető Stoke-hoz: Frank Bough, a Nationwide és a Breakfast Time című BBC műsorok szereplője, Anthea Turner a Blue Peter című sorozatból és Nick Hancock komikus. Bruno Brookes, a BBC Radio 1 lemezlovasa, Peter Wyngarde színész szintén Stoke-ban született. Andrew Van Buren illuzionista itt született és még mindig a környéken él.

### Zene
Stoke-nak pezsgő zenei élete van. A helyi éjszakai klub, a Golden Torch az északi soul zene központja lett az 1970-es években. A Shelley's Laserdome éjszakai klubnak kulcsszerepe volt az 1980-as évek végén és az 1990-es évek elején a house és a rave zene történetében, egyengetve Sascha és Carl Cox pályáját, mígnem a staffordshire-i rendőrség bezáratta a klubot.

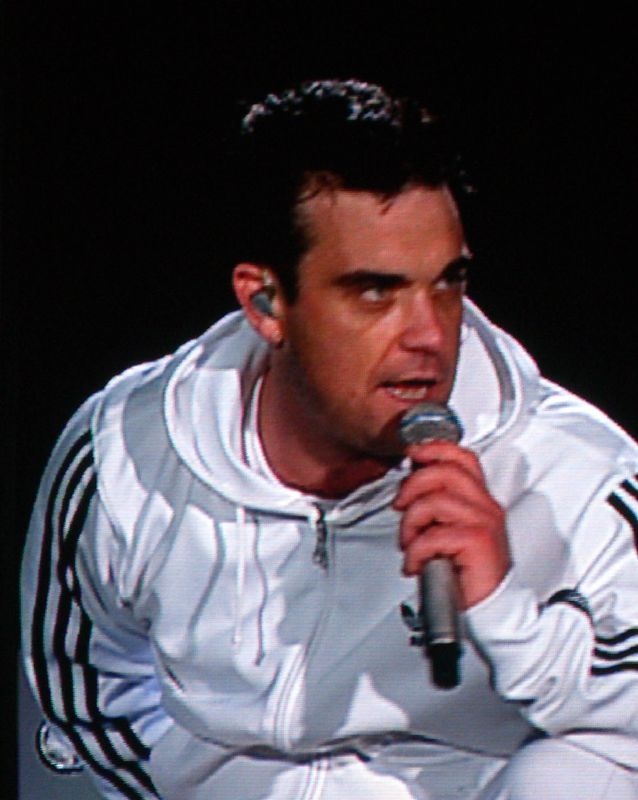
Robbie Williams

Robbie Williams valószínűleg a legismertebb popsztár, aki a városból származik. Sok általa írt dal utal Stoke-on-Trentre, közvetve vagy közvetlenül. Ilyen az It's Only Us vagy a Burslem Normals, vagy a gyerekkori barátjával, Jonathan Wilkes-szel előadott Me and My Shadow bevezetője. Az Angels-t a burslemi városháza arany angyala ihlette. Slash – a Guns N’ Roses egykori, és a Velvet Revolver jelenlegi gitárosa – Hampsteadben született, Londonban, de 11 éves koráig Stoke-ban élt, mielőtt kivándorolt szüleivel az Egyesült Államokba. Más híres személyek Stoke-on-Trent-ből: Andy Moor (lemezlovas), Havergal Brian (zeneszerző) és Gertie Gitana (énekes), itt született Lemmy Kilmister, a Motörhead alapítója, Patricia Leonard (operaénekes), Jem Finer (bendzsós).

## Konyhaművészet

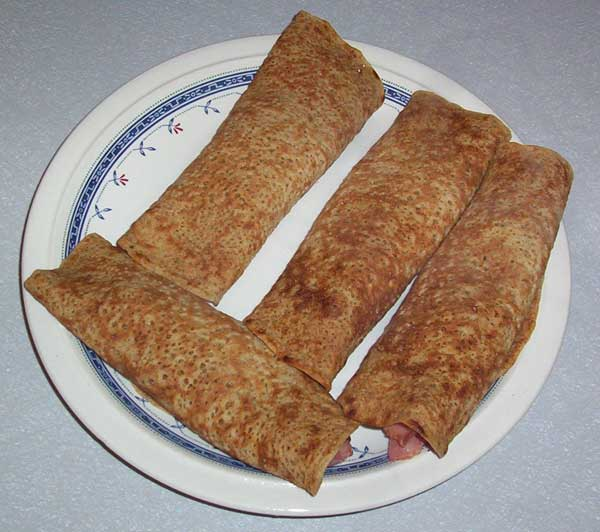
Zabsütemény

A két helyi kulináris különlegesség egyike a nagyon kedvelt pottery zabsütemény (a skót változattól nagyon különböző), melynek híre már a szomszédos megyékbe is eljutott, és a másik, egyfajta ragu.

## Nyelvjárás
A stoke-on-trentieknek (és egyben a környékbelieknek) külön helyi nyelvjárása van („pottery nyelvjárás”), amely több nem sztenderd szót is tartalmaz. Ilyen például a nesh, ami „lágy”, „gyengéd” jelentésben fordul elő, vagy a slat, ami azt jelenti: „dobni”. A legismertebb szó mégis a duck, ami itt egy köszöntés (férfinak-nőnek egyaránt). Úgy vélik, ez a szász ducas szóból ered, a tisztelet kifejezésére, ez a középangolban duc vagy duk alakú lett, és egy vezetőt írt le, amiből később a duke „herceg” szó alakult ki, valamint a francia ducheé, ami a „herceg által uralt földre” utal. Egy jellemző előfordulása: Tow rate owd duck? „Jól vagy, kedvesem?”
A sztenderd angol nyelv egy másfajta előfordulása a shug szó, mely a sugar „cukor” szó rövidüléséből származik. Ezt általában mondat végén használják, pl. Ta shug. „Köszönöm.”
Egy helyi képregény, a May un Mar Lady, amelyik a The Sentinel lapban jelent meg, szintén „pottery nyelvjárásban” íródott. Először 1986. július 8-án jelent meg, és húsz évig ment. Rajzolója, Dave Follows halála után (2003) újra kiadták a teljes sorozatot.
Alan Povey történetei, az Owd Grandad Piggott is pottery nyelvjárásban hangzottal el a BBC-n, a szerző interpretálásában.
Egy példamondat pottery nyelvjárásban:

Cost keck a bow aggen a woe an y’ed it till thee bost it?
Angolul: Can you kick a ball against a wall and head it till you burst it?
Magyarul: ’Neki tudsz rúgni egy labdát a falnak és addig fejelni, amíg szétrepeszted?’

## Testvérváros
- Erlangen,  Németország